# Catull

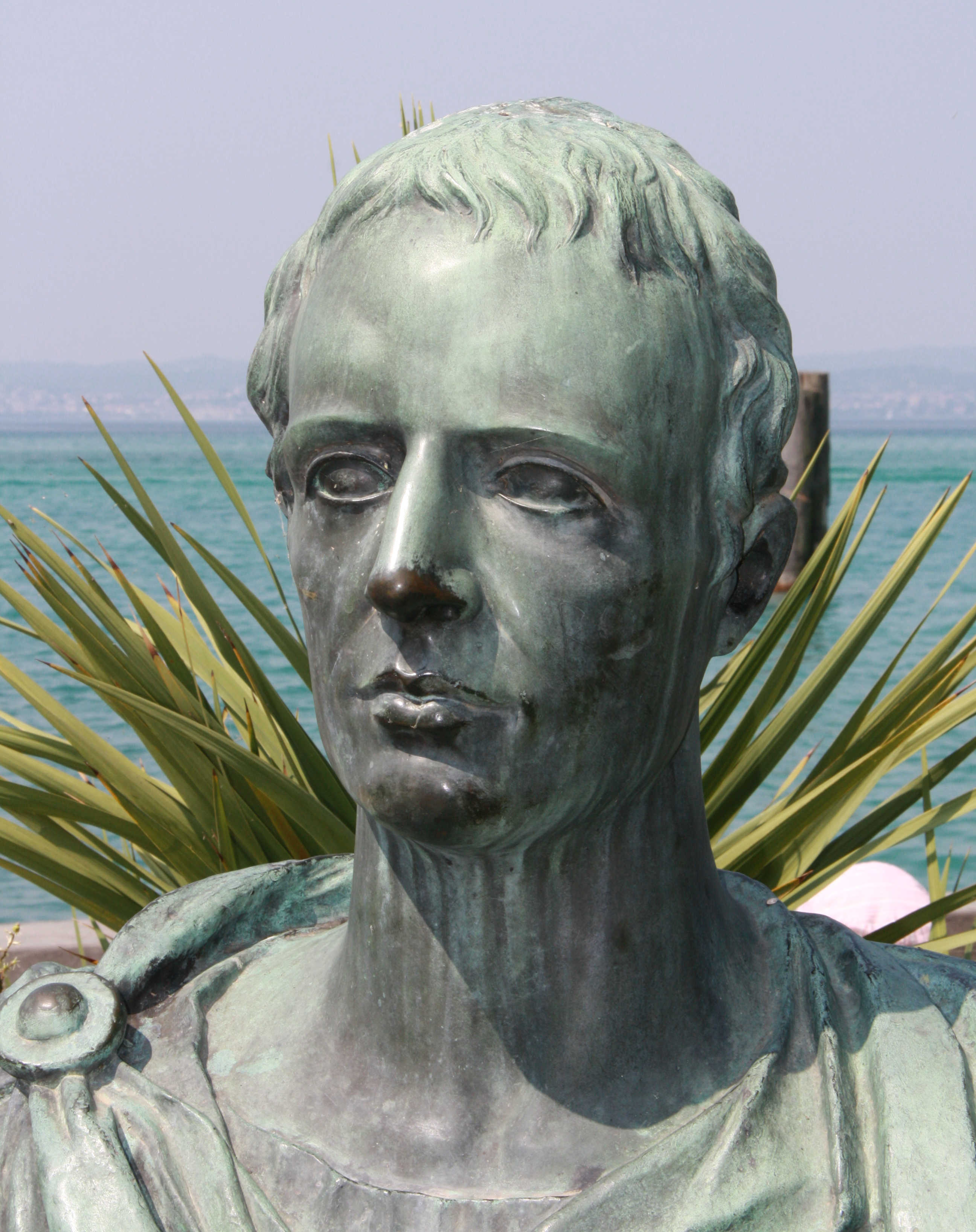
Kopf einer modernen Statue mit Phantasieporträt Catulls in Sirmione

Gaius (oder Quintus) Valerius Catullus (deutsch Catull) war ein römischer Dichter des 1. Jahrhunderts v. Chr. Er stammte aus Verona. Catull gehörte zum Kreis der Neoteriker und orientierte sich wie diese vor allem an dem berühmten hellenistischen Dichter Kallimachos. Aber auch die griechische Dichterin Sappho hatte einen großen Einfluss auf ihn. Seine carmina (Gedichte) wurden unter anderem von Carl Orff (Catulli Carmina) vertont.

## Leben

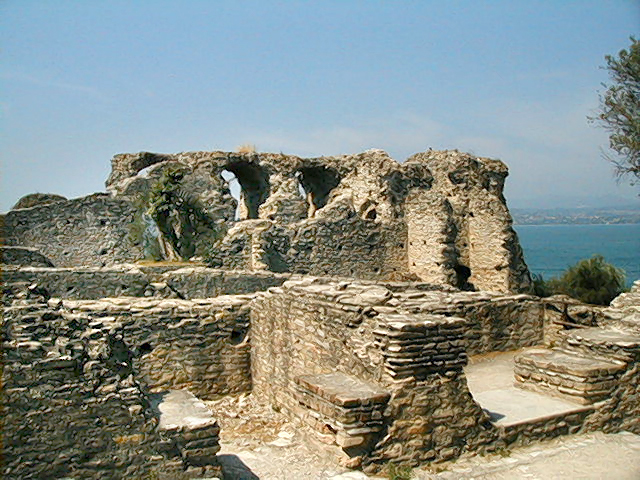
Die Grotte di Catullo in Sirmione hielt man lange für die Villa des Catull, sie entstanden aber wohl erst nach seinem Tod.

Über Catulls Leben ist nur wenig bekannt. Einiges lässt sich aus seinen Gedichten erschließen, anderes wird von antiken Autoren berichtet, doch gibt es Widersprüche zwischen beiden Quellenarten. So weiß man nicht genau, wann Catull gelebt hat. Hieronymus gibt in seinem Chronicon als Geburtsjahr 87/86 v. Chr. an und verzeichnet Catulls Tod in dessen 30. Lebensjahr, wohl in Bezugnahme auf das nur teilweise erhaltene Werk De poetis von Sueton. Die Lebensdaten widersprechen aber Angaben in Catulls Gedichten, die sich auf spätere Ereignisse beziehen. So spielt carmen 11 auf Caesars Exkursion nach Britannien im Jahre 55 an, carmen 111 erwähnt das zweite Konsulat des Pompeius, in carmen 53 wird eine Rede des Freundes Gaius Licinius Macer Calvus gegen den Caesarianer Publius Vatinius erwähnt, die entweder 56 oder 54 gehalten wurde. Anspielungen auf spätere Ereignisse finden sich nicht, sodass die Mitte der 50er Jahre v. Chr. vielen als Veröffentlichungsdatum der Gedichtsammlung und als Terminus post quem für Catulls Tod gilt.
Einen weiteren Hinweis auf Catulls Tod liefert Ovid in seinen Amores, wo er den Tod seines Dichterfreundes Tibull im Jahr 19 oder 18 v. Chr. betrauert und sagt, dass Catull, sein jugendliches Haupt mit Efeu umrankt, ihm im Elysium entgegengehen werde. Damit wäre das Jahr 18 v. Chr. der Terminus ante quem für Catulls Tod. Er selbst droht im letzten der carmina einem Gellius, gegen den er zuvor mehrere gehässige Schmähverse gerichtet hat, er werde auch in Zukunft „büßen, durchbohrt von meinen [Pfeilen]“ („at fixus nostris tu dabis supplicium“). Das lässt sich als Ankündigung weiterer Verse lesen. Tatsächlich erwähnen Martial, Juvenal und Tertullian einen Catullus, der Mimen schrieb. Marcus Tullius Cicero erwähnt in einem Brief aus dem Jahr 53 neben dem Mimendichter Decimus Laberius einen Valerius: Dies war Catulls Gentilname. Ob dieser Theaterautor identisch mit dem hier besprochenen Dichter ist, steht nicht fest, doch hält es der britische Altphilologe Timothy Peter Wiseman für durchaus denkbar, dass Catull nach Veröffentlichung seiner Gedichtsammlung weiterlebte und Theaterstücke schrieb.
Catulls Vater war ein eques, also ein wohlhabender, dem Ritterstand angehörender Bürger, in dessen Haus in Verona nach Sueton sogar Caesar während seiner Zeit als Prokonsul von Gallia cisalpina verkehrt haben soll. In relativ jungen Jahren gehörte Catull zum persönlichen Stab des Prokonsuls Gaius Memmius und begleitete ihn in seine Provinz Bithynien. Später lebte Catull zumeist in Rom. Sein Auskommen scheint durch das väterliche Vermögen gesichert gewesen zu sein, denn er hatte anscheinend keinen Patron und konnte es sich leisten, auch hochgestellte Personen mit beißendem Spott anzugreifen, so zum Beispiel Gaius Iulius Caesar. Befreundet war Catull neben Calvus mit Caesars General Gaius Asinius Pollio und mit dem Historiker Cornelius Nepos, dem er auch die Sammlung seiner Gedichte widmete.

## Werk

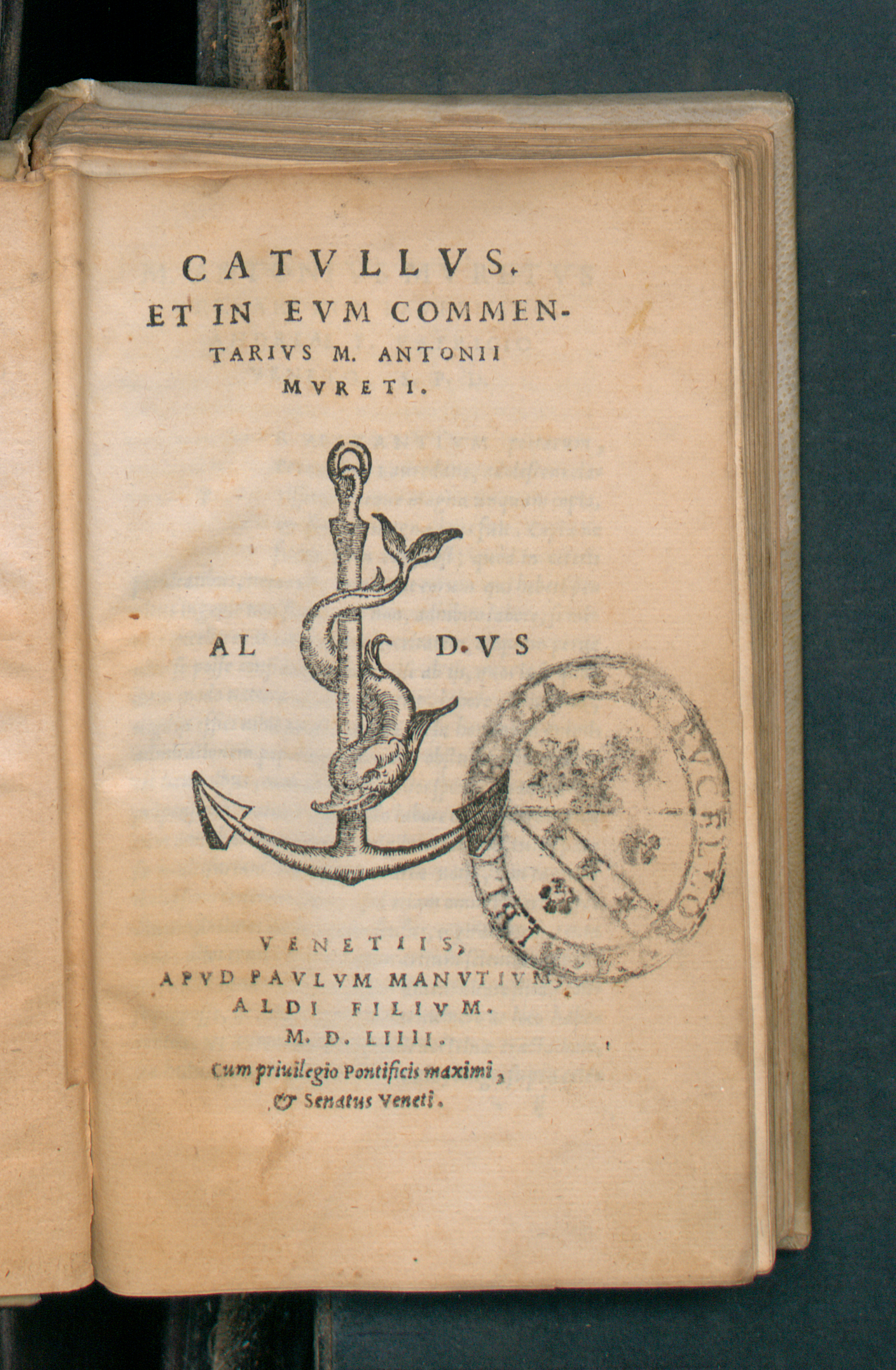
Catullus mit dem Kommentar des M. Antonius Muretus, 1554

Catulls erhaltenes Werk umfasst 116 carmina (Gedichte), die in drei Gruppen unterteilt sind:
- carmina 1–60: kleinere Gedichte in verschiedenen Versmaßen, sog. polymetra, die auch nugae (Bagatellgedichte) genannt werden; das häufigste Versmaß ist der phaläkische Hendekasyllabus.
- carmina 61–68: größere Gedichte in verschiedenen Versmaßen. Das mit 408 Versen längste, carmen 64 (Hochzeit des Peleus und der Thetis), ist ein sog. Epyllion, ein Kleinepos. Im Gegensatz zu den großen Epen, wie Homers Ilias und Odyssee, stehen hier eher unbekannte Ereignisse aus der Mythologie sowie privat-erotische Belange mythischer Helden im Vordergrund. Hier ist auch das berühmte carmen 68, die Alliuselegie, zu finden, das älteste überlieferte Beispiel einer römischen Elegie, als deren auctor (Gründer, Erfinder) neben Catull vor allem Gaius Cornelius Gallus gilt.
- carmina 69–116: Epigramme im elegischen Distichon.

Denkbar ist auch eine Aufteilung, die nach den Polymetra die carmina 61-64 von den anschließenden Gedichten im elegischen Distichon abtrennt. Diese Aufteilung ergibt auch ein recht gutes Gleichgewicht zwischen den Längen der einzelnen Abschnitte.
Inhaltlich können die Gedichte drei thematischen Gruppen zugeordnet werden:
- Gedichte an und über Freunde, beispielsweise Einladungen
- Invektiven (Schmähgedichte): In diesen oft derben Gedichten werden Bekannte Catulls und auch einige prominente Persönlichkeiten verhöhnt. Unklar ist, wie ernst diese Beleidigungen gemeint waren und genommen wurden.
- Erotische Gedichte: Sie sind gerichtet an den Knaben Iuventius, an eine Hetäre namens Ipsitilla, hauptsächlich aber an eine Frau mit dem Decknamen „Lesbia“. Besonders berühmt sind die Kussgedichte 5 und 7, in denen er auf deren Fragen, mit wie vielen Küssen er sich denn zufriedengeben würde, mit Metaphern der Unendlichkeit antwortet. Diese beiden carmina wurden von antiken, mittelalterlichen und neuzeitlichen Dichtern immer wieder nachgeahmt, so etwa von Martial oder von Lessing. Das wohl berühmteste Gedicht Catulls ist das carmen 85:

“Odi et amo. Quare id faciam fortasse requiris.

Nescio. Sed fieri sentio et excrucior.”

„Ich hasse und ich liebe – warum, fragst du vielleicht. Ich weiß es nicht. Ich fühl’s – es kreuzigt mich.“

## Probleme der Forschung

### Lesbia/Clodia
Der Name der puella, um die es in mindestens dreizehn Gedichten Catulls und wahrscheinlich noch in sechzehn weiteren geht, spielt auf die Insel Lesbos an, wo die von Catull verehrte griechische Dichterin Sappho lebte. Daher nehmen viele Autoren an, dass der Dichter ihn wählte, um seinem Vorbild Reverenz zu erweisen. Niklas Holzberg dagegen vermutet, dass Catull dadurch ihr von der Norm abweichendes Sexualverhalten andeuten wollte, wie es Sappho wegen ihres Lesbianismus bereits in der Antike nachgesagt wurde. Das Verb altgriechisch λεσβιάζειν (lesbiazein) bedeutete Fellatio.
Die Forschung hat sich große Mühe gegeben, herauszufinden, wen Catull mit Lesbia meinte. Am besten noch passen die spärlichen Angaben, die von Catull selbst und von Apuleius (De magia 10) überliefert wurden, auf die zehn Jahre ältere Clodia, die Gattin des Konsuls des Jahres 60 v. Chr. Quintus Caecilius Metellus Celer. Darauf scheint unter anderem carmen 79 hinzudeuten, das mit den doppeldeutigen Worten beginnt: „Lesbius est pulcher“ – hiermit kann gemeint sein: „Lesbius ist schön“, es kann ihn aber auch mit Publius Clodius Pulcher identifizieren, dem ein inzestuöses Verhältnis zu seinen drei Schwestern nachgesagt wurde. Somit könnte auch eine andere als die Clodia Metelli oder eine ganz andere Frau gemeint gewesen sein, da andere Identifizierungen von Figuren aus Gedichten, die Apuleius vornimmt, nachweislich falsch sind.
Hinter der Suche nach der historischen Lesbia steckt ein biographischer Interpretationsansatz: Man hofft, die Gedichte dadurch besser verstehen zu können, dass man ihren biographischen Hintergrund versteht. Dieser Ansatz ist aber aus zwei Gründen problematisch: Wenn man einzig aus den Gedichten und nicht aus anderen historischen Dokumenten Informationen über Catulls Leben entnehmen kann, so bewegt man sich in einem engen Zirkelschluss. Im Falle Catulls ist jedoch nicht klar, ob tatsächlich gelebtes Leben und nicht literarische (aber verlorene) Tradition der Anlass von Catulls Dichten war, ob er sich seine Lesbia also nicht etwa nur ausgedacht hat, wie es wenige Jahrzehnte später etwa Ovid mit seiner Corinna getan hat. Niklas Holzberg hält letzteres für wahrscheinlich.
Der zweite Grund dagegen, aus Catulls Gedichten Schlüsse auf sein Leben zu ziehen, stammt von ihm selbst: In carmen 16 verwahrt sich der Dichter persönlich dagegen, von seiner Lyrik auf seinen Lebenswandel zu schließen: In diesem Gedicht droht Catull zwei Freunden orale und anale Vergewaltigung an, weil sie aufgrund seiner Kussgedichte (carmina 5 und 7) behaupten, ihm mangele es an Männlichkeit und Sittlichkeit. Catull betont, dass der Dichter stets keusch und züchtig sein müsse, nicht aber seine Gedichte, die erst „dann Witz und Charme haben, wenn sie anstacheln können, was juckt“ („qui tum denique habent salem ac leporem, si […] quod pruriat incitare possunt“); abschließend wird die derbe Drohung des Anfangs wiederholt. Offensichtlich geht es Catull hier weniger um das vordergründige Vergnügen an Obszönität als um Paradoxien: Gleichzeitig mit der Androhung grober sexueller Handlungen erwähnt er im selben Atemzug seine eigene „Keuschheit“, von der, würde er seine Drohung wahrmachen, keine Rede mehr sein könnte. Auch dass er seine eigenen Gedichte als Masturbationsvorlagen für ältere Herren beschreibt, ist nur ironisch zu verstehen. Welche der in dem Gedicht erwähnten Handlungen nun zum Bereich der poetischen Fiktion, welche zum realen Leben des Dichters zu rechnen sind, wird so undurchschaubar: Ein Rückschluss von der persona, die in den Gedichten „ich“ sagt, dem lyrischen Ich, auf die Person Catulls ist demnach ausgeschlossen.

### Intertextualität
Catulls Gedichte stehen nicht (oder nicht nur) für sich selbst, sondern verweisen auf andere Texte, die teils von ihm selber stammen, teils von anderen Dichtern. Beispiele für solche Intertextualität in Bezug auf sein eigenes Werk sind die beiden Kussgedichte carmen 5 und carmen 7, die in carmen 16 zitiert werden. Die carmina 54 und 93 reagieren auf Kritik Caesars an beleidigenden Gedichten auf ihn und besonders auf seinen ehemaligen praefectus fabrum Mamurra, den Catull nur als mentula („Schwanz“) apostrophiert. Der Triumvir verlangte nach Sueton eine Entschuldigung, und lud, als diese eintraf, gar nicht nachtragend den Dichter zum Essen ein. Ob diese Darstellung zutrifft, ja ob Caesar Catulls Polemiken je zur Kenntnis nahm, ist indes nicht gesichert.
In anderen Gedichten reagiert Catull auf das Erscheinen von Werken zeitgenössischer Autoren, die er teils mit warmen Worten begrüßt wie die Zmyrna des Gaius Helvius Cinna in carmen 95, teils verdammt wie die Annales eines Volusius, die er als Einwickelpapier für Fische (ebenda) oder als benutztes Toilettenpapier („cacata charta“) abtut. Auffällig sind die intertextuellen Bezüge auf altgriechische Vorbilder: Hier ist vor allem Kallimachos zu nennen, der sich bewusst von der Tradition großer Werke mit ernsten Themen wie dem Epos abwandte, und die kleine Form mit Themen aus dem Privatleben propagierte. Zu ihm bekennt sich Catull, indem er im Widmungsgedicht sein Werk als „leichtes neues Büchlein“ (lepidus novus libellus), als „Spielereien“ (nugae) verkleinert. Auch mit dem unmittelbar folgenden carmen 2, das einen passer zum Thema macht, das Haustier seiner Geliebten, stellt sich Catull in die Tradition des Kallimachos und der alexandrinischen Dichtung. Mit carmen 66 liefert Catull sogar eine weitgehend textgenaue Übersetzung einer Elegie aus den Aitia des Kallimachos. In carmen 51 hat Catull auch eine Ode Sapphos teils übersetzt, teils umgedichtet. Hier wird Liebe als Krankheit mit deutlichen Symptomen beschrieben: Hitzewallungen, Ohrensausen, trockener Mund, Ohnmacht. Dass Catull, um diese starken Gefühle auszudrücken, auf eine Übersetzung zurückgriff, kann als Argument dafür gelten, dass er sie in seinem realen Leben nicht empfand, sondern ein literarisches Spiel treibt.
Ein weiterer Einfluss geht von Archilochos aus, dem Vater der Jambik. Auch wenn Catull nur wenige Gedichte in Jamben oder Hinkjamben verfasste, wurde er bereits in der Antike in diese Tradition eingeordnet. Da die antike Literatur, auf die Catull anspielte und deren Kenntnis er bei seinem gebildeten Publikum voraussetzen konnte, zu einem großen Teil nur fragmentarisch oder gar nicht überliefert ist, erscheinen heute manche seiner Gedichte unverständlich.

### Das Buch
Catulls 116 Gedichte sind in einem einzigen Buch überliefert. Ob der Dichter es selbst zusammenstellte oder ob dies posthum von dritter Hand geschah, ist umstritten. Als Argumente gegen eine Veröffentlichung durch Catull selbst wird die bereits zitierte Beschreibung in carmen 1 als „Büchlein“ voller „Spielereien“ genannt, das weder für einen Umfang von über 2200 Versen noch für die Langgedichte 64–68 passt, außerdem die Vielfalt der Themen und die Tatsache, dass nicht alle Gedichte Catulls in die Sammlung aufgenommen wurden. Der amerikanische Altphilologe Arthur Leslie Wheeler glaubte deshalb, das Buch sei nach Catulls Tod aus drei oder vier Buchrollen kompiliert worden, die er noch selber herausgeben konnte. Dagegen spricht, dass Ovid und Martial Catulls Werk anscheinend in der auch heute vorliegenden Form kennen. Als Titel galt das erste Wort des ersten Gedichts nach der Widmung: passer. Für eine Edition durch Catull selber spricht nach Ulrich von Wilamowitz-Moellendorff die „sorgsamste Überlegung“, mit der die Gedichte angeordnet seien: „Wer’s nicht merkt, tant pis pour lui“. Holzberg hält eine Edition durch Catull selbst für wahrscheinlich, die in drei Büchern erfolgt sei. Diese unterschieden sich durch ihre Metren und ihre Themen und seien in sich bewusst gegliedert. Buch eins habe die carmina 1– 60 umfasst. Abgefasst sei es in Elfsilbern und anderen Metren, gegliedert sei es durch die beiden Oden 11 und 51 in Sapphischen Strophe. Für Buch 2 veranschlagt er die carmina 61–64, in denen Hochzeiten thematisch im Mittelpunkt stehe. Buch 3 umfasse die Elegien und Epigramme 65–116, hier stünden Freundschaft und Familie im Mittelpunkt. Das Buch schließe in den letzten 24 carmina mit einem Potpourri der bisher abgehandelten Themen Liebe, Freundschaft, Polemik und Literatur.

### Epikureismus
Catull war ein Anhänger der Lehre Epikurs. Das merkt man etwa im carmen 5, wenn Catull vom Tod als einer ewigen Nacht spricht, in der man nichts könne als schlafen. Laut Epikur zerfallen mit dem Tod die Atome von Körper und Seele, weshalb es kein Leben nach dem Tod geben könne. Auch lehrte er, dass das höchste Gut eine als Abwesenheit von Schmerz verstandene Lust sei, die erreicht werde durch Unverwirrtheit und Leidenschaftslosigkeit, das heißt durch Vermeidung aller Dinge, die zu Verwirrung und Leidenschaft führten. Als optimale zwischenmenschliche Beziehung wird dementsprechend die Freundschaft empfohlen. Die Folgen einer solchen Weltanschauung für einen Liebesdichter liegen auf der Hand: Nimmt er die Lehre Epikurs ernst, muss eine leidenschaftliche Liebe notwendig in Schmerz, Verzweiflung und tiefem Unglück enden, und genauso schildern Catull und die Elegiker Tibull und Properz, die ihm folgten, die Liebe: Nicht einmal ein Drittel der Lesbia-Gedichte spricht in positiven Worten von der Liebe. In den übrigen 18 von Lesbia handelnden Gedichten klagt Catull über ihre Treulosigkeit und ihr nachgerade nymphomanisches Verhalten: In carmen 58 beschwert er sich, dass Lesbia in Roms Gassen und Straßenecken wie eine Hure „des stolzen Remus Enkel ablutscht“ („glubit magnanimi Remi nepotes“). Er zeigt sich zutiefst verletzt, seine Liebe zu ihr wird als Unsinn, als Feuer, als ekelhafte Krankheit, gar als Folter geschildert. So könne er sie zwar nicht mehr achten, aber auch nicht aufhören, sie zu begehren. Das letzte Gedicht der Sammlung, das an Lesbia gerichtet ist, carmen 109, spricht wieder positiv von der Hoffnung auf Lesbias Liebe; aber nicht von Ehe, von einer romantischen Beziehung oder leidenschaftlicher Erotik, sondern epikureisch von „diesem ewigen Bunde heiliger Freundschaft“ („aeternum hoc sanctae foedus amicitiae“).
Erneut stellt sich die wiederum unbeantwortbare Frage nach dem biographischen Hintergrund: Wenn das Leiden an dieser Liebe einer philosophischen Überzeugung und nicht gelebter Erfahrung entsprang, wie authentisch sind dann die in den Gedichten geäußerten Gefühle? Der poetischen Wirkung tun diese Zweifel allerdings keinen Abbruch: Die eingangs zitierte Klage des carmen 85 über eine enttäuschte Liebe, die nicht loslassen kann, ist in ihrer Reduktion und extremen Gedrängtheit (acht Verben und kein Nomen in einem einzigen Distichon) ein Höhepunkt der Weltliteratur.

## Literarische Rezeption
- Pierson John Dixon: Farewell, Catullus. Hollis & Carter, London 1953.
- Helen Dunmore: Counting the Stars. Fig Tree, London 2008, ISBN 978-0-670-91454-8.
- William George Hardy: Stadt der großen Gier. Schneekluth, München 1960.
- Cornelius Hartz: Excrucior. von Zabern, Mainz 2008, ISBN 978-3-8053-3902-5.
- Michelle Lovric: Die Hure von Venedig. Rowohlt, Reinbek bei Hamburg 2006, ISBN 3-8052-0781-6.
- John O’Hagan: A Roman Death. Macmillan, London 1988.
- John Maddox Roberts: Die Catilina-Verschwörung. Ein Krimi aus dem alten Rom. Goldmann, München 1993, ISBN 3-442-55313-X.
- Thornton Wilder: Die Iden des März. Suhrkamp, Frankfurt am Main 1949, ISBN 978-3-596-11976-9.

## Textkritische Ausgaben
- Emil Baehrens (Hrsg.): Catulli Veronensis liber. 2 Bände, Teubner, Leipzig 1876–1885. Digitalisat Band 1, Band 2
  - Band 1 neu hrsg. von Karl Paul Schulze: Teubner, Leipzig 1893. Digitalisat
- Henry Bardon (Hrsg.): Catvlli Veronensis Carmina. Bibliotheca Teubneriana, Stuttgart 1973.
- Werner Eisenhut (Hrsg.): Catvlli Veronensis Liber. Bibliotheca Teubneriana, Leipzig 1983.
- George Patrick Goold (Hrsg.): Catullus. Ed. with introduction, translation and commentary. Duckworth & Co. Ltd., London 1983.
  - Deutsche Fassung: Catullus, Sämtliche Gedichte. Lateinisch und deutsch. Hrsg. und komm. von George Patrick Goold. Neu übers. von Carl Fischer. Nachwort von Bernhard Kytzler. Deutscher Taschenbuch Verlag, München 1987.
- Elmer Truesdell Merrill (Hrsg.): Catullus. Ginn and Company, Massachusetts 1893.
- Elmer Truesdell Merrill (Hrsg.): Catulli Veronensis liber. Bibliotheca Teubneriana, Leipzig und Berlin 1923.
- Lucian Müller (Hrsg.): Q. Valerii Catvlli Carmina. Bibliotheca Teubneriana, Leipzig 1907.
- Roger A. B. Mynors (Hrsg.): C. Valerii Catulli Carmina. Oxford Classical Texts, Oxford 1963.
- Mauriz Schuster und Werner Eisenhut (Hrsg.): Catvlli Veronensis Liber. Bibliotheca Teubneriana, Leipzig 1958.
- Ludwig von Schwabe (Hrsg.): Catvlli Veronensis liber. Weidmann, Berlin 1886. Digitalisat
- Douglas F. S. Thomson (Hrsg.): Catullus. Ed. with a textual and interpretative commentary. University of Toronto Press, Toronto 1998.
- Gail Trimble (Hrsg.): Catullus, poem 64. (Cambridge classical texts and commentaries). Cambridge University Press, Cambridge 2025.

## Übersetzungen
- Michael von Albrecht (Hrsg., Übers.): C. Valerius Catullus. Sämtliche Gedichte – Lateinisch/Deutsch. Reclam, Stuttgart 1995, ISBN 3-15-059395-6.
- Max Brod: C. Valerius Catullus, Gedichte (mit teilweiser Benützung der Übersetzung von K. W. Ramler), Georg Müller, München und Leipzig 1914.
  - Nachdruck: Max Brod: C. Valerius Catullus, Gedichte (mit teilweiser Benützung der Übersetzung von K. W. Ramler) Faksimile-Nachdruck der Ausgabe von 1914 mit den Illustrationen eines Unbekannten nach einem Unikat aus dem Besitz Carl Fischers, Edition Signathur, Dozwil/TG 2019.
- Jeannine Diddle Uzzi und Jeffrey Thomson: The Poems of Catullus. An annotated translation. Cambridge University Press, Cambridge 2015.
- Carl Fischer: Catull, Liebesgedichte (lateinisch und deutsch), Heinrich F. S. Bachmair, Söcking 1948 (Nachdruck Vollmer, Wiesbaden 1960), mit Zeichnungen von Bele Bachem.
- Cornelius Hartz (Übers.): Catull, Gedichte – Carmina. Lateinisch und deutsch. WBG, Darmstadt 2015, ISBN 978-3-534-18157-5.
- Rudolf Helm (Übers.): Catull, Gedichte. Akademie-Verlag, Berlin (Ost) 1963.
- Niklas Holzberg (Hrsg., Übers.): C. Valerius Catullus. Carmina – Gedichte. Lateinisch – deutsch. Übersetzt und herausgegeben von Niklas Holzberg. Artemis & Winkler Verlag, Düsseldorf 2009.
- Wolfgang Tilgner (Übers.): Catull, Sämtliche Gedichte. Lateinisch und deutsch. In der Dieterich’schen Verlagsbuchhandlung zu Leipzig 1967.
- Wolfgang Tilgner (Übers.): Die Locke der Berenike. Sämtliche Gedichte des Gajus Valerius Catullus mit Zeichnungen von Otto Bachmann. Schünemann Verlag Bremen 1968.
- Otto Weinreich (Übers.): Catull, Sämtliche Gedichte. Lateinisch und deutsch. Artemis, Zürich 1969.

## Vertonungen
- Carl Orff: Catulli Carmina. Szenische Kantate, vertont 1930/1943, 1943 in Leipzig uraufgeführt
- Franz Tischhauser: Amores, die Lesbiade des Catull, für Tenor, Trompete, Schlag- und Saiteninstrumente, 1955/1956
- Franz Tischhauser: Duo Catulli carmina, auf den Sperling seiner Geliebten, für Tenor und Gitarre, 1949/2001

### Leben und Werk
- Literatur von und über Catull im Katalog der Deutschen Nationalbibliothek
- Werke von und über Catull in der Deutschen Digitalen Bibliothek
- Kurzbiografie (Leben, Werk, Textauswahl, Interpretationsvorschläge, Tafelbilder, Zitate, Literatur)
- fh-augsburg.de
- Biographie
- Catull-Seite von R. Negenborn (englisch)

### Lateinische Texte
- Catullus Online – An Online Repertory of Conjectures on Catullus (enthält eine textkritische Edition der Catull-Gedichte, ein Repertorium der Konjekturen, einen Testimonienapparat und Abbildungen von einigen der wichtigsten Handschriften; Bearbeiter: Dániel Kiss).
- Catulli carmina
- Carmina – lateinischer Text mit englischer Interlinearübersetzung

### Deutsche Übersetzungen
- gottwein.de (Lektüreauswahl lateinisch–deutsch)
- rudy.negenborn.net